# Poesías completas

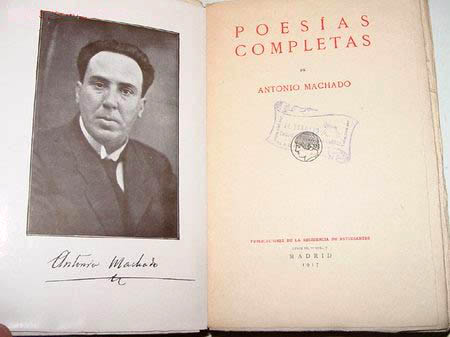
Página de título de la primera edición de las Poesías completas de Antonio Machado, con autógrafo y foto del autor (tomada hacia 1917, en su etapa de profesor en Baeza). Fondos de la Biblioteca del Ateneo de Madrid.

Poesías completas es el nombre de cuatro libros de Antonio Machado publicados sucesivamente en 1917, 1928, 1933 y 1936, como recopilación de su obra poética. Tras una primera selección publicada en 1917, el segundo libro editado con ese mismo título recogía poemas del periodo entre 1899-1925, al que seguiría una edición ampliada y modificada de ese periodo (1899-1930); y finalmente, su antología de Poesías completas, editada en 1936, que sería la última preparada y revisada por el propio autor.

## Cronología
La primera edición de Poesías completas la hizo el servicio de Publicaciones de la Residencia de Estudiantes, en 1917, en Madrid (268 p., 13 x 20 cm.). Once años después, Espasa-Calpe publicó Poesías completas (1899-1925) (392 p., 13 x 19 cm.), una selección de sus anteriores libros publicados más un conjunto de adiciones, incluyendo poemas atribuidos a sus apócrifoss Abel Martín y Juan de Mairena. En 1933 se editó en Madrid Poesías completas (1899-1930) (428 p., 13 x 20 cm.) con el mismo diseño de portada. Y en 1936, se edita como cuarta edición Poesías completas, también en Madrid por Espasa-Calpe (434 p., 13 x 19,5 cm.), con una nueva portada, muy sencilla.

## Antologías posteriores a la muerte de Machado
Se pueden citar como más representativas:
- Las dos ediciones tituladas también Poesías completas, con prólogo de Dionisio Ridruejo y editadas en Buenos Aires por Espasa-Calpe (1940) y editorial Losada (1943), de las que se harían numerosas reediciones.
- La editada por José Luis Cano en 1961 y 1969, por la editorial Anaya, en Salamanca.
- Poesías completas, publicado en La Habana en 1964 por el Consejo Nacional de Cultura.
- La Antología poética prologada por José Hierro, publicada por editorial Marte en 1968.
- La Antología poética prologada por Julián Marías, publicada por Salvat editores en 1969.
- Las Poesías completas prologadas por Manuel Alvar, publicada en 1975 por Espasa-Calpe en sus Selecciones Austral, con numerosas reediciones.